# David Corkery
Pas d'image ? Cliquez ici

a Compétitions nationales et continentales officielles uniquement.

b Matchs officiels uniquement.
Dernière mise à jour le 7 février 2024.
 Sean David Corkery, est né le 6 novembre 1972 à Cork. C’est un ancien joueur de rugby à XV qui a évolué avec l'équipe d'Irlande au poste de troisième ligne aile (1,93 m et 102 kg).

## Carrière

### En club
- 1995-1997 : Munster
- 1997-1998 : Bristol Shoguns
- 1998-1999 : Munster

Il a disputé neuf matchs de coupe d'Europe et cinq matchs de Challenge européen de rugby.

### En équipe nationale
Il a disputé son premier test match, le 5 juin 1994 contre l'équipe d'Australie. Son dernier test match fut contre cette même équipe, le 19 juin 1999.
Il a disputé quatre matchs de la Coupe du monde 1995.

## Palmarès
- 27 sélections
- Sélections par années : 3 en 1994, 6 en 1995, 8 en 1996, 5 en 1997, 4 en 1998, 2 en 1999
- Tournois des cinq/six nations disputés: 1995, 1996, 1997, 1998